# Fun Radio Antilles
 (février 2020).
Fun Radio (précédemment Fréquence Alizé, Europe 2, Europe 3) aux Antilles est une station de radio commerciale privée française du réseau Fun Radio située et diffusée aux Antilles, au format musicale dancefloor.

## Historique
La station est fondée en 1992 par Éric Coriolan sous le nom de « Fréquence Alizé », elle diffuse les programmes d'Europe 2 en tant que franchisé aux Antilles : elle émet en Martinique et en Guadeloupe. Elle est vite rebaptisée Europe 2 Guadeloupe en 1997. 
À partir du 1er janvier 2008, le groupe Lagardère, propriétaire d'Europe 2 en France métropolitaine, choisit de se franchiser à Virgin Radio. Europe 2 Guadeloupe ne souhaite pas suivre la stratégie nationale et devient Europe 3. Elle fait le choix de modifier sa programmation musicale pour un format dancefloor très proche de celui de Fun Radio. La station reprend même l'habillage et le slogan de la station métropolitaine. Ces derniers changements lui valent une mise en garde du CSA,.
Après une demande conventionnelle auprès du CSA, Europe 3 change de nom aux Antilles et devient affilié au réseau national Fun Radio à partir du 21 juin 2012.

### Identité visuelle (logo)

Logo de Fréquence Alizé, programme Europe 2 de 1992 à 1998
Logo d'Europe 2 Guadeloupe de 1998 à 2005
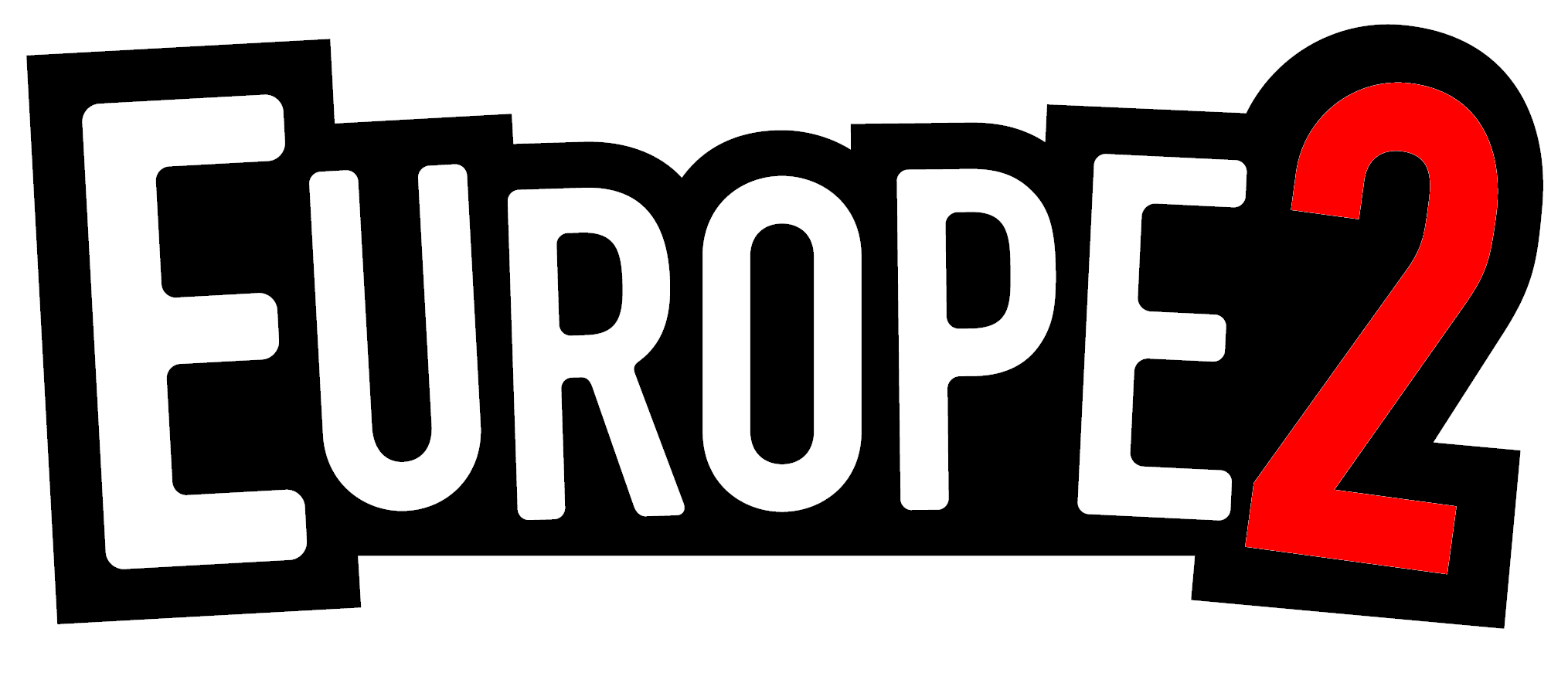
Logo d'Europe 2 Guadeloupe de 2005 au 1er janvier 2008
Logo d'Europe 3 du  1er janvier 2008 au 21 juin 2012
Logo au 21 juin 2012 à août 2020
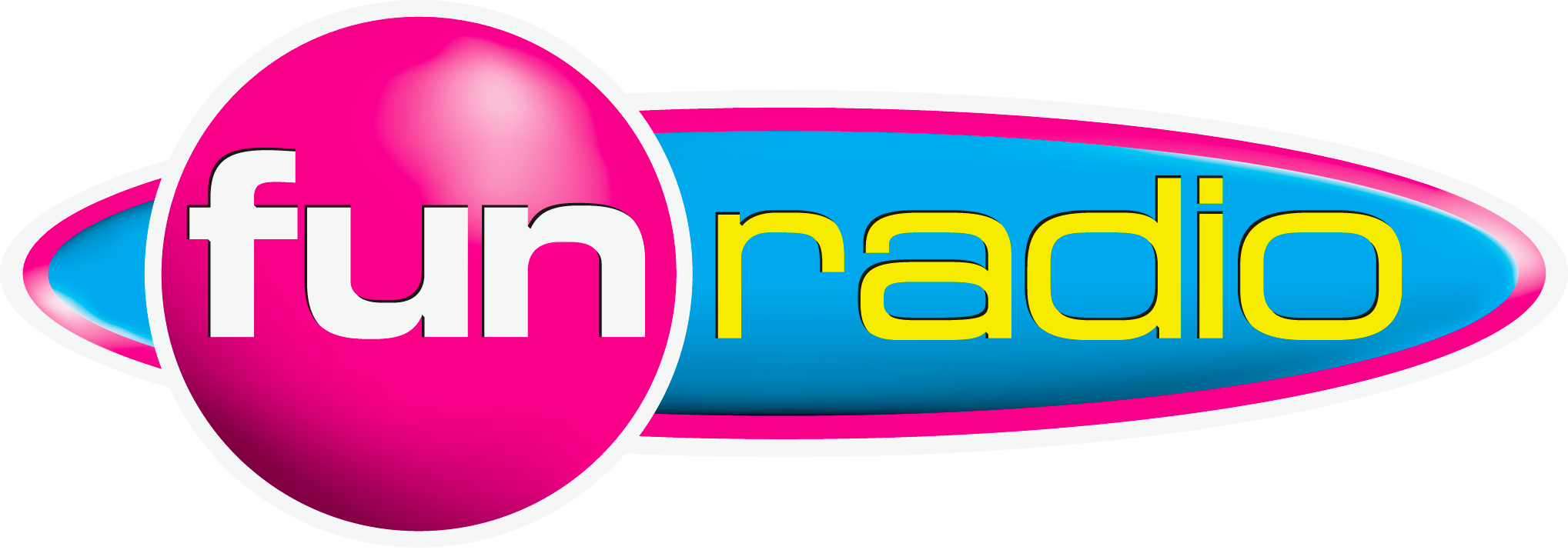
d'Août 2020 au 23 août 2021

### Slogan
- 1992 : Le Meilleur de la Musique ;
- 1998 : Gravement groove ;
- 1999 : La musique plus fort que tout ;
- 2000 : Trentenaires on air ;
- 2000 : Simply the Best ;
- 2001 : Le meilleur de la Pop ;
- 2002 : Un Maxx' de Tubes ;
- 2004 : Le Pouvoir de la musique (Partager, S'affirmer) ;
- 2005 : Ma musique, de 90 à demain ;
- 2006 : Que du rock, que de la pop ;
- 2008 : Le son dancefloor.
- 2020 : Enjoy The Music

## Diffusion
Fun Radio diffuse de la musique au format dancefloor qui comprend quatre fréquences dans les deux département des Antilles, 96.6 MHz à Basse-Terre, 103.4 MHz à Pointe-à-Pitre en Guadeloupe et 103.9 MHz à Fort-de-France, 88.1 à La Trinité en Martinique. 

## Annexe